# Opération Bluecoat
Seconde Guerre mondiale
Batailles
Opérations de débarquement (Neptune)
- Tonga (Deadstick, Batterie de Merville)
- Albany (Chicago, Manoir de Brécourt)
- Boston (Detroit)
- Utah Beach
- Omaha Beach (Pointe du Hoc)
- Gold Beach
- Juno Beach
- Sword Beach

Secteur anglo-canadien
- Caen
- Authie
- Perch (Villers-Bocage)
- Putot
- Bretteville-l'Orgueilleuse
- Norrey
- Mesnil-Patry
- Martlet
- Epsom
- Windsor
- Charnwood
- Jupiter
- Atlantic
- Goodwood
- Crête de Verrières
- Spring
- Bluecoat
- Totalize
- Tractable

Secteur américain
- Carentan
- Cotentin
- Cherbourg (Bombardement)
- Bataille des Haies (Elle, Saint-Lô, La Haye-du-Puits)
- Cobra
- Mortain

Fin de la bataille de Normandie et libération de l'Ouest
- Rennes
- Saint-Malo
- Brest
- Poche de Falaise
- Chambois
- Paris

Mémoire et commémorations
- Cimetières militaires de la bataille de Normandie
- Commémorations du 70e anniversaire
- Projet UNESCO de classement des plages

L'opération Bluecoat est une attaque de la Seconde armée britannique durant la bataille de Normandie lors de la Seconde Guerre mondiale, du 30 juillet 1944 au 7 août 1944. Les objectifs géographiques de cette attaque étaient de sécuriser la route de jonction clé de Vire et les hauteurs du mont Pinçon. Stratégiquement, l'attaque fut lancée pour permettre aux troupes américaines d'exploiter leur percée sur le flanc ouest à partir de leur tête de pont côtière.

## Situation
Le 25 juillet, l'armée américaine réussit à faire une percée des lignes allemandes lors de l'opération Cobra (ce qui sera appelé plus tard la percée d'Avranches). Avec l'opération Goodwood, les troupes britanniques et canadiennes ont obligé les Allemands à concentrer le gros de leurs forces au sud de Caen, pour prévenir une poussée Alliée vers le sud dans ce secteur, aussi les blindés de la Seconde armée britannique sous le commandement du Lieutenant General Miles Dempsey, se déplacèrent de l'ouest vers Villers-Bocage, au contact de l'armée américaine. Celui-ci prévoyait au départ d'attaquer le 2 août, mais la rapidité des événements le força à en avancer la date.
Initialement, seulement deux divisions d'infanterie allemandes tenaient la zone d'attaque prévue des Britanniques, au sud et à l'est de Caumont-l'Éventé; cependant, elles avaient posé de larges champs de mines et construit des défenses substantielles. Elles occupaient aussi un terrain idéal pour la défense, le bocage.

## L'attaque
Un bombardement préliminaire par plus de 1 000 bombardiers était supposé préparer la voie pour l'attaque. Le temps était mauvais, et plusieurs bombardiers ne trouvèrent pas leur cible. Quand l'attaque fut lancée, plusieurs unités furent bloquées dans les champs de mines et des ravins raides, mais, au centre, les attaquants réussirent à avancer de 8 km. 
Le jour suivant, le 31 juillet, des unités de la 11e division blindée britannique prirent intact un pont au-dessus de la Souleuvre, et repoussèrent la contre-attaque d'unités blindées de la 1re armée allemande.

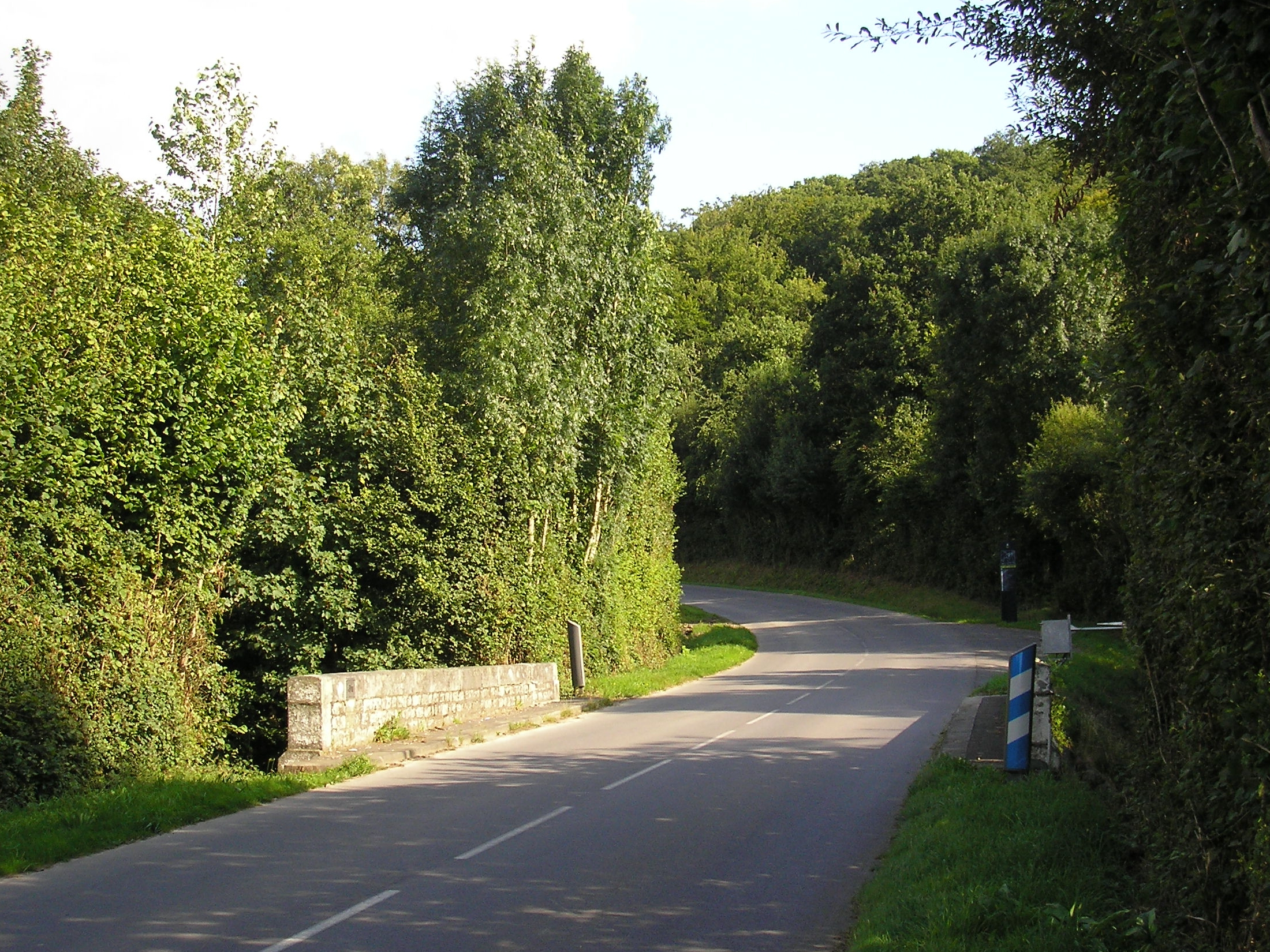
Le site du pont du Taureau, sur la Souleuvre. Le taureau noir (Black Bull) est l'emblème de la 11e DB britannique.

Les troupes britanniques n'étaient plus alors qu'à 8 km de Vire, mais c'était du côté américain de la ligne de partage fixée entre les armées britannique et américaine, et l'attaque britannique fut déviée vers le sud-est. Cela donna le temps à la 7e armée allemande de se regrouper et déplacer les divisions Panzer SS pour renforcer leurs défenses.

## Fin de l'opération
L'avancée britannique fut bloquée par ces renforts. Le VIIIe corps devait aussi protéger son flanc est car le XXXe corps n'avait pas réussi à maintenir le même rythme de progression. Le commandant du corps, Gerard Bucknall fut démis le 2 août et le commandant de la 7e division blindée, George Erskine, fut relevé de son commandement le lendemain. L'avancée dut marquer une halte temporaire le 4 août.
Après des efforts renouvelés, Vire tomba aux mains des forces britanniques et américaines le 6 août. Le même jour, la 43e (Wessex) division d'infanterie britannique prit le mont Pinçon.

## Résultats
L'opération Bluecoat permit de retenir des forces allemandes substantielles qui ne purent donc participer à la contre-attaque allemande projetée à Avranches, et contribua de manière non négligeable au futur encerclement des forces allemandes dans la poche de Falaise.

## Forces en présence

### Britanniques
Seconde armée britannique (Général miles Christopher Dempsey)
VIIIe corps britannique (lieutenant-général Richard Nugent O'Connor)
15e division britannique (major-général McMillan)
Division blindée des Gardes (major-général Adair)
11e division blindée britannique (major-général Roberts)
6e brigade blindée des Gardes (en) (brigadier Barthellot-Bart)
XXXe Corps britannique (lieutenant-général Brian Gwyne Horrocks)
43e division d'infanterie britannique du Wessex (major-général Thomas)
50e division d'infanterie britannique Northumbrian (major-général Graham)
7e division blindée britannique (major-général Verney)
8e brigade blindée britannique (brigadier Cracroft)

### Allemands
Présents initialement :
5e armée panzer allemande (General der Panzertruppe Heinrich Eberbach)
XXXXVII. Panzerkorps (partiellement) (General der Panzertruppe Hans Freiherr von Funck)
276e division d'infanterie
326e division d'infanterie
Renforts :
7e armée allemande (SS-Oberstgruppenführer Paul Hausser)
II PanzerKorps SS (Obergruppenführer Wilhelm Bittrich)
9e Panzerdivision SS Hohenstaufen (Brigadeführer Sylvester Stadler)
10e Panzerdivision SS Frundsberg (Oberführer Heinz Harmel)
21e Panzerdivision (Generalleutnant Edgar Feuchtinger)
Panzerjäger-Abteilung 654 équipée de Jagdpanzer V
s. Panzer-Abteilung 503 équipée de Tiger II (restes) (Oberstleutnant von Rosen)
1re division SS Leibstandarte Adolf Hitler (partiel) (Brigadeführer Theodor Wisch)

## Actions notables
- Attaque nocturne par le 5e Duke of Cornwall's Light Infantry sur Le Plessis-Grimoult, au sud du Mont Pinçon.
- Destruction quasi complète d'un escadron de la 6e brigade blindée de la Garde par des Jagdpanthers de la 654 schwere Panzerjägerabteilung